# Tamatebako

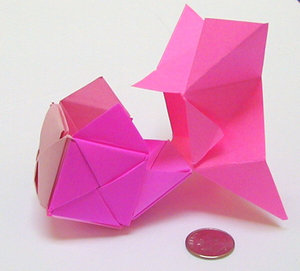
Tamatebako con 1,5 lados abiertos

El Tamatebako (玉手箱) es un modelo de origami llamado así por el tamatebako del cuento popular japonés Urashima Tarō. Es un diseño de cubo modular que se puede abrir desde cualquier lado pero si se abre más de una cara del modelo, el cubo se deshace y no se puede reconstruir fácilmente. El modelo y las instrucciones para crearlo se habían perdido durante siglos y solo recientemente se redescubrieron.
Los dibujos de un conjunto de tres volúmenes de tallas de madera, Ranma-Zushiki (『欄間図式』, "bocetos de ranma") publicados en 1743 por Ōoka Shunboku, presentaban un cubo de origami de colores. En 1993, Yasuo Koyanagi identificó el cubo como Tamatebako, y el modelo fue publicado en el libro "Koten-ni-miri-origami" de Satoshi Tagaki. El popular historiador del origami, Masao Okamura, pudo reconstruir el modelo y verificar la autenticidad del modelo.

## Instrucciones
Haga un pliegue en el valle en un cuadrado en tercios entre ambos pares de bordes, creando nueve subcuadrados.
Corta una X en diagonal a lo largo de todo el cuadrado central, dobla los bordes exteriores como un molinete y dobla las aletas del molinete que sobresalen hacia adentro, intercalándolas para producir un cuadrado de varias capas con la parte superior entretejida.
Dobla hacia afuera las aletas triangulares cortadas desde el cuadrado central, creando una cara del cubo; todo el cubo requiere seis módulos idénticos.
Para cada módulo, mete un par opuesto de solapas cortadas en los bolsillos de la base del molinete e inserta el par restante de solapas cortadas en los bolsillos de otras dos caras para armar el cubo completo.
El tamatebako resultante se puede abrir desde cualquier cara, ya sea desplegando el molinete o tirando suavemente de una cara por completo del resto del cubo.